# Banco Islâmico de Desenvolvimento
O Banco islâmico de desenvolvimento é uma instituição internacional estabelecida em dezembro de 1973 e com abertura oficial dos trabalhos em 20 de outubro de 1975.
O objetivo do banco é proporcionar o desenvolvimento econômico e progresso social dos países membros.
As funções principais do banco são de emprestar capital a baixos juros para projetos e empresas, além de projetos especiais que visem a dar assistência a países islâmicos não membros do Banco. Além disso o Banco incentiva o comércio e a troca de conhecimento entre os países-membros. 
São 56 os países-membros do Banco islâmico de desenvolvimento, mas os principais acionistas do banco são: 
1. Arábia Saudita-(27,33%)
2. Líbia-(10,96%)
3. Irão-(9,59%),
4. Egito-(9,48%),
5. Turquia-(8,65%),
6. Emirados Árabes Unidos-(7,76%)
7. Kuwait-(6,86%),